# Geografia Etiopii

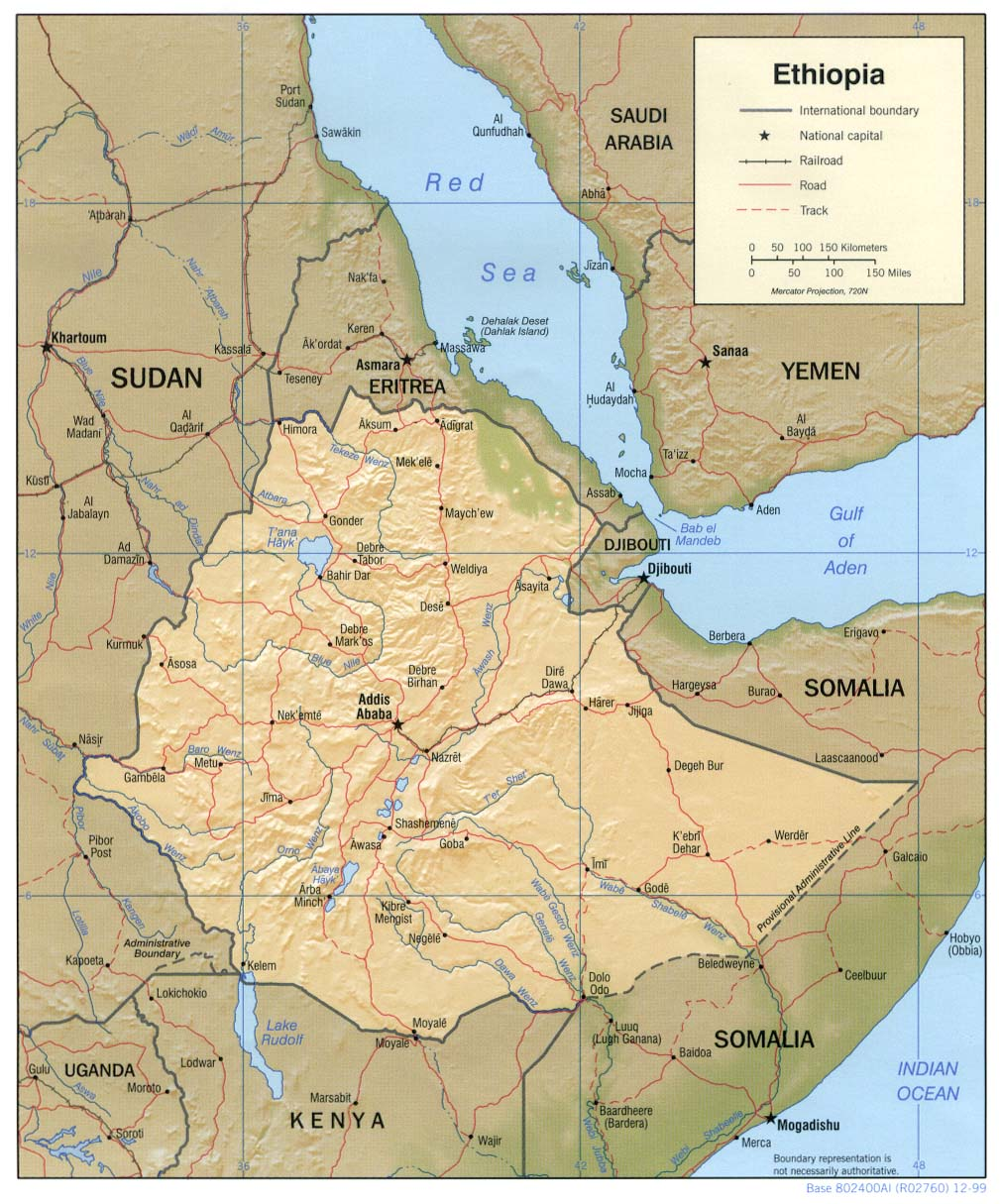
Mapa Etiopii

Geografia Etiopii – Etiopia jest państwem położonym we wschodniej części Afryki. Ma powierzchnię 1 127 127 km², leży na płaskowyżu (Wyżyna Abisyńska i Wyżyna Somalijska) przeciętym Rowem Abisyńskim. Panuje klimat tropikalny, łagodzony dużą wysokością (stolica Etiopii, Addis Abeba jest jednym z najwyżej położonych miast świata). Im wyżej tym niższa temperatura, a obfitość opadów staje się wyższa. Średnio temperatura waha się pomiędzy 16 a 27 °C. Ludność składa się z wielu grup etnicznych. Etiopia ma 81,28 mln mieszkańców (2009).
Etiopia graniczy z następującymi państwami (podano długość granic):

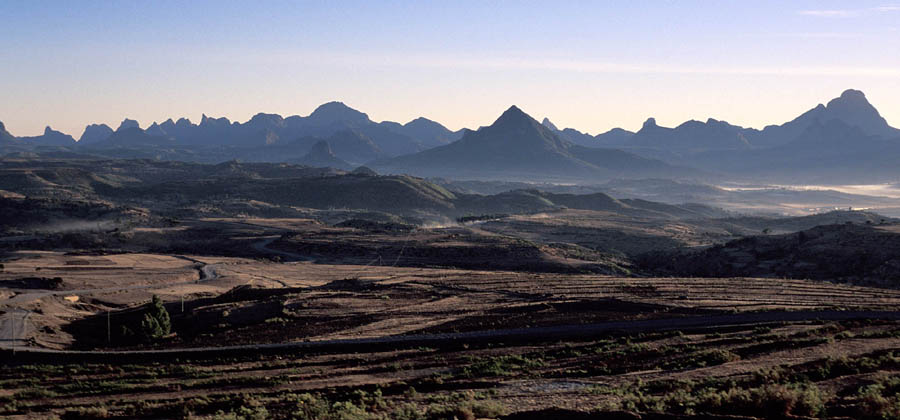
Obszary wysokogórskie Wyżyny Abisyńskiej

- Dżibuti – 337 km
- Erytrea – 912 km
- Kenia – 830 km
- Somalia – 1626 km
- Sudan – 723 km
- Sudan Południowy – 883 km

## Budowa geologiczna i rzeźba
Etiopia prawie w całości jest objęta zrębową wyżyną, która jest dziełem procesów geologicznych, zachodzących od jury do paleogenu. W tym czasie obszar północno-wschodniej Afryki ulegał wypiętrzaniu. Na terenie Etiopii są ślady aktywności wulkanicznej. Obecnie terytorium Etiopii jest podzielone na dwa obszary tektoniczne, rozdzielone zapadliskiem. Są to Wyżyna Abisyńska, zajmująca większość terytorium i zachodnia część Wyżyny Somalijskiej, na wschodzie kraju. Obie te formacje spoczywają na podłożu prekambryjskim. Podłoże te zbudowane jest z gnejsów, łupków i granitów. Nad zerodowaną powierzchnią tych skał zalegają osady formacji triasowej, złożone z piaskowców, a na nich seria wapieni i margli jurajskich. Warstwy pochodzące z trzeciorzędu reprezentowane są przez morskie i lądowe skały osadowe, na obszarach okalających Wyżynę Abisyńską. Osady mezozoiczne i trzeciorzędowe, pokryte są skałami wulkanicznymi. Doliny rzek zbudowane są z czwartorzędowych osadów aluwialnych.
W kraju dominuje potężny masyw Wyżyny Abisyńskiej, która opada łagodnie ku zachodowi, dochodząc niemal do granicy Sudanu. Przeciętna jej wysokość waha się od 2000 do 2500 m n.p.m. Najwyższe wzniesienia przekraczają 4000 m. Ras Daszan o wysokości 4620 m n.p.m. jest najwyższym szczytem Etiopii. Sama wyżyna jest rozległa, o średnicy około 1000 km.
Wyżynę Abisyńską przecinają liczne doliny, uformowane przez erozję rzeczną. Przeciętna dolina rzeczna ma szerokość 11–13 km. Najszersze osiągają 20 km. Głębokość dolin w stosunku do poziomu wyżyny, sięga 1000 m. Południowa jej część ma charakter płaskowyżu o wysokości do 2400 m n.p.m. Od wschodu z Wyżyną Abisyńską sąsiaduje zapadlisko tektoniczne, którego południowa część ma charakter rowu. Północna część rozszerza się i przechodzi w Kotlinę Danakilską. Dno rowu leży na głębokości 1000 m n.p.m., a jego krawędzie nierzadko osiągają wysokość 4000 m n.p.m. Rów jest wypełniony czwartorzędowymi skałami wulkanicznymi, na jego dnie znajdują się liczne jeziora.
Wschodnią część Etiopii zajmuje Wyżyna Somalijska. Zachodnia jej część wznosi się stromym progiem w postaci gór, których najwyższe szczyty przekraczają 4000 m n.p.m. Szczyt Batu osiąga 4307 m n.p.m. Ku południowemu wschodowi wyżyna łagodnie opada, przechodząc w równiny leżące na sąsiedniej Somalii.

## Klimat
Etiopia leży w strefie podrównikowej z wyjątkiem północnych krańców leżących w strefie klimatu zwrotnikowego. Występuje sezonowa zmiana mas powietrza zwrotnikowego – latem pogodę kształtują masy powietrza równikowego, a zimą zwrotnikowego. Warunki klimatyczne różnią się jednak od występujących w innych państwach. Kształtowane są w dużej mierze przez wysokość nad poziomem morza, np. na dnie Rowu Abisyńskiego panuje klimat charakterystyczny dla obszarów półpustynnych, a w Kotlinie Danakilskiej gorących pustynnych.
W Etiopii wyróżnia się pięć pięter klimatycznych, o których decyduje wysokość nad poziomem morza:
- Bereha – obszary wzniesione do 500 m n.p.m. cechuje klimat gorący, półpustynny. Temperatury przez cały rok są wysokie i nie spadają poniżej 28 °C.

- Kolla – drugie piętro klimatyczne, do wysokości 1700 m n.p.m. Cechuje się dość wilgotnym i gorącym klimatem. Temperatury są jednak nieco niższe, ale przez cały rok przekraczają wartość 20 °C.

- Uojna dega – Sięga 2500 m n.p.m. Klimat jest chłodniejszy, ma cechy ciepłego klimatu umiarkowanego. Temperatury wahają się od 16 do 20 °C, nigdy nie przekraczają 20 °C.

- Dega – czwarte piętro, typowo górskie. Leży pomiędzy 2500 do 3500 m n.p.m. Występuje chłodny, górski klimat. Temperatury nie przekraczają 16 °C.

- Czoke – jest ostatnim najwyższym piętrem klimatycznym, wznosi się ponad 3500 m n.p.m. Występuje tam zimny klimat wysokogórski. Temperatury nie przekraczają przez cały rok 10 °C, a nocami często występują przymrozki.

Opady deszczu także są zróżnicowane i rosną wraz ze wzrostem wysokości od 100 mm w najniżej położonych obszarach do 1500 mm wysoko w górach. Południowo-zachodnie stoki jako podwietrzne otrzymują 80% opadów rocznych. Na obszarach leżących przy granicy z Somalią opady są dużo mniejsze, zwłaszcza tereny północno-wschodnie, w rejonie nadgranicznym z Somalią. Wartości opadowe nie przekraczają tam 500 mm.
Średnia temperatura w styczniu w Kotlinie Danakilskiej wynosi 28 °C, a w Addis Abebie 16 °C. W wilgotnych partiach wyżyn temperatura jest jeszcze niższa i wynosi 14 °C. Latem w Kotlinie Danakilskiej jest upalnie, średnia temperatura wynosi 35 °C. Natomiast w stolicy kraju temperatura jest prawie niezmienna. Średnie roczne amplitudy na Wyżynie Abisyńskiej i Somalijskiej są małe, jednak w porze suchej amplitudy dobowe dochodzą do 20 °C. Na terenach równinnych, nisko położonych amplitudy są bardzo wysokie, we wschodniej Etiopii, w porze suchej, która jest tam długa; temperatury w dzień wynoszą 40 do 48 °C, w nocy zaś spadają do 10 °C. W czasie krótkiej pory deszczowej we wschodniej Etiopii, jak i Kotlinie Danakilskiej, temperatury są nieco niższe. Występują dwie krótkie pory deszczowe (kwiecień i październik). 
Długość pór deszczowych rośnie wraz z wysokością, ale zależy od położenia (ekspozycja wiatrów).

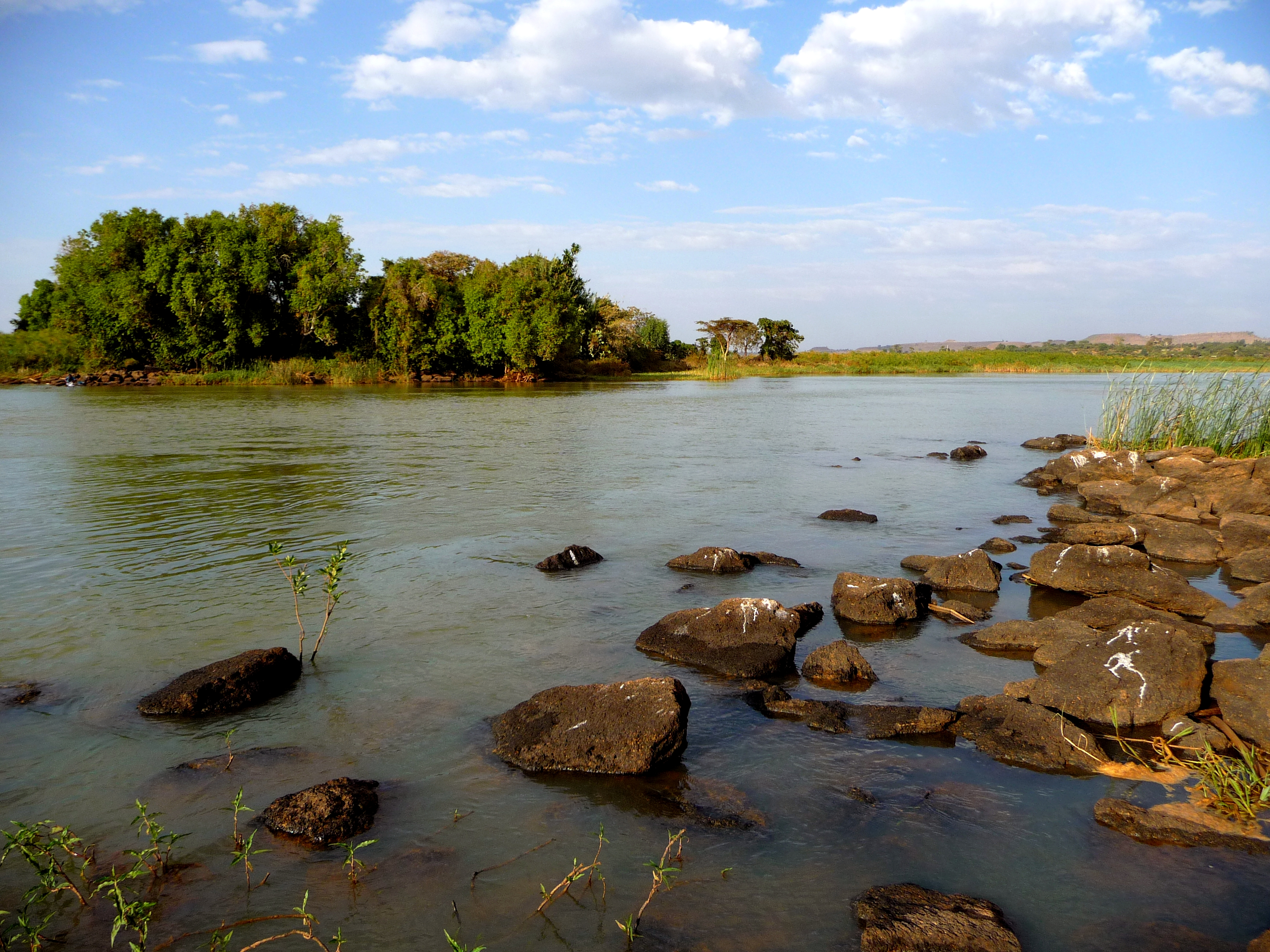
Nil Błętkitny

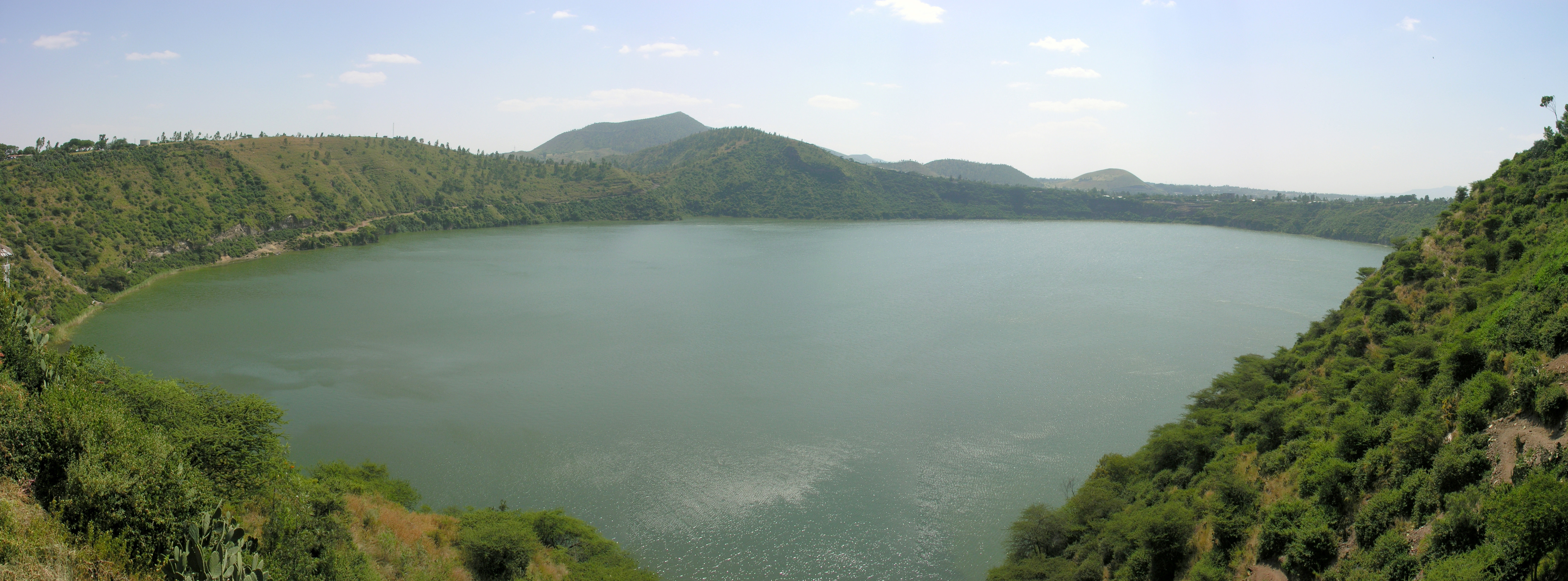
Jezioro wulkaniczne

## Wody
Na Wyżynie Abisyńskiej biorą początek wielkie rzeki. Sieć rzeczna jest gęsta, ale charakteryzuje się zmiennością stanu wód. Deszcze, które nawiedzają Etiopię w porze deszczowej, są bardzo ulewne, przez co w dolinach rzecznych dochodzi do częstych powodzi. W czasie trwania pory suchej wiele małych rzek wysycha, a większe mają obniżony poziom lustra. Zachodnią część Wyżyny Abisyńskiej odwadniają dopływy Nilu: Sobat (740 km) w Etiopii zwany Baro, Nil Błękitny, który bierze początek w największym etiopskim jeziorze Tana oraz Atbarze z głównym dopływem Takaze. Część rzek wypływających z Wyżyny Somalijskiej uchodzi do Oceanu Indyjskiego. Są to Uebi Szebelie, która jest główną rzeką w sąsiedniej Somalii oraz Ganalie Doria. Większość rzek Wyżyny Somalijskiej to bezodpływowe zlewnie Kotliny Danakilskiej. W Rowie Abisyńskim płynie rzeka Auasz, która ginie na północy w piaskach pustyni. W południowej części rowu ciągnie się pas jezior: Zyuaj, Abjata, Langano i Szala. Jeziora te są jednymi z ważniejszych atrakcji turystycznych kraju. Właściwie wszystkie rzeki Etiopii są nieżeglowne z powodu spadków i progów w korycie oraz wahań głębokości. Mają natomiast duże znaczenie dla pozyskiwania energii elektrycznej oraz nawadniania obszarów rolniczych w piętrze kolla.

## Gleby
Etiopia jest zdominowana przez dwa typy gleb: czerwonobrązowe gleby sawann i górskie stepowe gleby czerwone, kasztanowe i szare. Na Wyżynie Abisyńskiej i w zachodniej części Wyżyny Somalijskiej występują urodzajne gleby ferralitowe, gliniaste ciemnobrunatne i miejscami czarne, które wykształciły się na podłożu skał wulkanicznych. Do tych gleb należą kambisole i nitisole. Południowo-wschodnia część Wyżyny Somalijskiej pokryta jest płytkimi glebami laterytowymi czerwonymi, na których występuje roślinność sawannowa. Obszary pustynne i półputystynne poza terenem Wyżyny Abisyńskiej są pokryte yernosolami, a w Kotlinie Danakilskiej oprócz yernosoli występują także słone kserosole. Rzeczne doliny wypełnione są ciemnymi glebami aluwialnymi.

## Flora
Roślinność Etiopii ma generalnie charakter piętrowy. Na obszarach nisko położonych, gdzie opady są przez cały rok skąpe, występuje roślinność sucholubna. Jest ona charakterystyczna dla terenów półpustynnych. Tereny o słonych glebach są miejscami pokryte słonoroślami. Na wyżynnych terenach w północno-wschodniej i wschodniej Etiopii występują sawanny. Południowo-zachodnia część Wyżyny Abisyńskiej jest pokryta wilgotniejszą roślinnością parkową. W dolinach rzek rosną wiecznie zielone lasy. Fragmentaryczne lasy tropikalne rosną tylko w południowo-zachodniej części kraju. W lasach kolli można spotkać palmy, liczne zarośla bambusów, mączne banany i krzewy kawowe. Wyżej położone tereny, były niegdyś porośnięte wiecznie zielonymi lasami liściastymi i szpilkowymi. Obecnie obszary te są mocno zdegradowane przez rolnictwo. Tylko w południowo-zachodniej części wyżyny rosną miejscami naturalne lasy kawowe. Charakterystycznym elementem uojna dega są sprowadzone z Australii eukaliptusy. Tereny powyżej 2500 m n.p.m. pokryte są roślinnością alpejską, natomiast piętro czoke jest pozbawione roślinności. Najwyższe partie wyżyn reprezentują wysokogórskie łąki, półpustynie i pustynie górskie. Rów Abisyński i południowo-wschodnia część kraju są zdominowane przez suche lasy zwrotnikowe i zarośla kolczaste. Kotlina Danakilska jest uboga w roślinność – występują tam pustynie, półpustynie i solniska.

## Fauna
Świat zwierząt w Etiopii jest bardzo bogaty i zróżnicowany gatunkowo. Żyją m.in. słonie, żyrafy, nosorożce i lwy, a w pobliżu rzek spotkać można hipopotamy.
Władze Etiopii dbają o przyrodę, miejscami mocno zdegradowaną na przestrzeni wieków. Największy park: Park Narodowy Semien został podniesiony do rangi światowego dziedzictwa ludzkości.

## Awifauna
Na terenie Etiopii stwierdzono 802 gatunki ptaków (około 53% ze wszystkich gatunków). 26 spośród nich klasyfikowanych jest jako zagrożone wyginięciem lub narażone, z czego krytycznie zagrożone są 3 – ibis grzywiasty (Geronticus eremita), pazurczak krótkodzioby (Heteromirafra sidamoensis) oraz czajka towarzyska (Vanellus gregarius). Trzy gatunki otrzymały status niedostateczne dane (DD), są to białorzytka uboga (Oenanthe dubia), skowroniec białowąsy (Mirafra pulpa) i sawanka białogardła (Sylvietta philippae). Większość gatunków – 751 – ma jednak status gatunków najmniejszej troski (LC). Spośród 15 endemitów jedynie jeden jest krytycznie zagrożony (pazurczak krótkodzioby). Dwa endemity otrzymały status zagrożonych, i są to afrokulczyk żółtogardły (Crithagra flavigula) i abisyniak (Zavattariornis stresemanni). Pozostałe uznano za narażone, jak na przykład szponiastonóg czerwonooki (Pternistis harwoodi) i turak etiopski (Tauraco ruspolii), szponnik górski (Macronyx flavicollis) ma status narażonego, zaś 4 spośród 15 endemitów ma status gatunku najmniejszej troski. Na terenie Etiopii znajduje się 68 obszarów klasyfikowanych jako Important Bird Area, zajmujących łącznie powierzchnię 10 505 708 ha. Obszarów uznanych za Endemic Bird Area jest cztery.